# Novis
Novis kallas den nybörjare som förbereder sig för inträde i ett kloster eller annan kyrklig orden för att introduceras i ordenslivet och pröva sin kallelse som munk eller nunna, det vill säga innan man avlägger klosterlöftena. Noviserna brukar stå under uppsikt av en novismästare eller novismästarinna.
Den som blir novis har först genomgått en första tid i klostret som postulant och blir iklädd ordensdräkten i samband med upptagningen som novis. Efter genomgången prövning upptas novisen i klostrets fulla gemenskap genom att avge ordenslöftena.